# پل دوازده چشمه
پل دوازده چشمه یا دوازده پله، نام پلی در مرکز شهر آمل است که بر روی رودخانه هراز قرار دارد. این پل دو بخش شرقی و غربی شهر را بهم متصل می‌کند.

## تاریخچه
ساختار اولیه این پل که در دوره ساسانیان ساخته شده بود در دوران پادشاهی شاه عباس صفوی بر روی رود هراز در مرکز شهر آمل در ابتدای خیابان سبزه میدان به‌طور کامل احداث و تکمیل گردید. در ادامه نیز پل دوازده چشمه در دوران قاجار به‌طور کامل مرمت و بازسازی شده‌است. محمدحسن اعتمادالسلطنه می‌گوید، این پل پیش از دوره صفوی به صورت ناقص وجود داشت ولی در زمان شاه عباس صفوی به‌طور کامل بر روی پل قبلی که در دوره ساسانیان ایجاد شده بود، تکمیل و ساخته شده‌است.

## نام
جیمز بیلی فریزر سیاح اسکاتلندی با ورود به شهر یک نقاشی از پل دوازده چشمه در سالهای ۱۸۲۲ تا ۱۸۲۵ میلادی ترسیم نمود. این نقاشی با نام پل رودخانه بزرگ هراز در موزه ویکتوریا و آلبرت لندن نگهداری می‌شود.

پل دوازده چشمه در سال‌های ۱۸۲۲ تا ۱۸۲۵ میلادی اثر جیمز بیلی فریزر

نویسنده کتاب تاریخ خاندان مرعشی یعنی میرتیمور مرعشی، سه بار از این پل به نام پل هراز یاد کرده‌است. دو جهانگرد روس که از این پل دیدن کردند از آن به عنوان پل دوازده چشمه و پل هراز (هنوی) یاد کرده‌اند. در کتاب اطلس تاریخی ایران در دوران ساسانی آمده است که در زمان شاه‌عباس صفوی بر روی سازه‌ی کهن این پل، پلی دیگری ساخته شد که به نام دوازده چشمه آوازه پیدا کرده است، از آن‌رو که دوازده دهانه دارد و در همان زمان‌های دور و دیر تاریخی، آب از هر دوازده چشمه گذر می‌کرد و نمایی دل‌انگیز به این پل می‌داد‌ و به دوازده چشمه شهرت پیدا کرد.

## ویژگی‌ها
این پل دارای ۱۲ طاق و دهنه می‌باشد که هر یک بر پایه‌های مستطیل شکل استوار شده‌اند به صورتی که ارتفاع آخرین نقطه طاق‌های قوسی شکل در محل تیزی تا سطح رودخانه ۷ متر می‌باشد. فاصله بین هر پایه با پایه دیگر ۶ متر بوده که در ضلع جنوبی و در قسمت مخالف جریان آب دارای سیل برگردان می‌باشد. طول این پل ۱۲۰ متر و عرض آن ۴/۶ متر است. این پل بیشتر به خاطر نقش حیاتی و سازنده آن، یکی از معتبرترین پل‌های تاریخی مازندران و ایران به‌شمار می‌آید. در کنار و زیر این پل در فضایی باز پارک بزرگ شهر واقع شده که محل اسکان مسافران و تفریح گردشگران شده‌است و از نظر حمل و نقل هم مکانی برای مسافران تعبیه شده‌است.

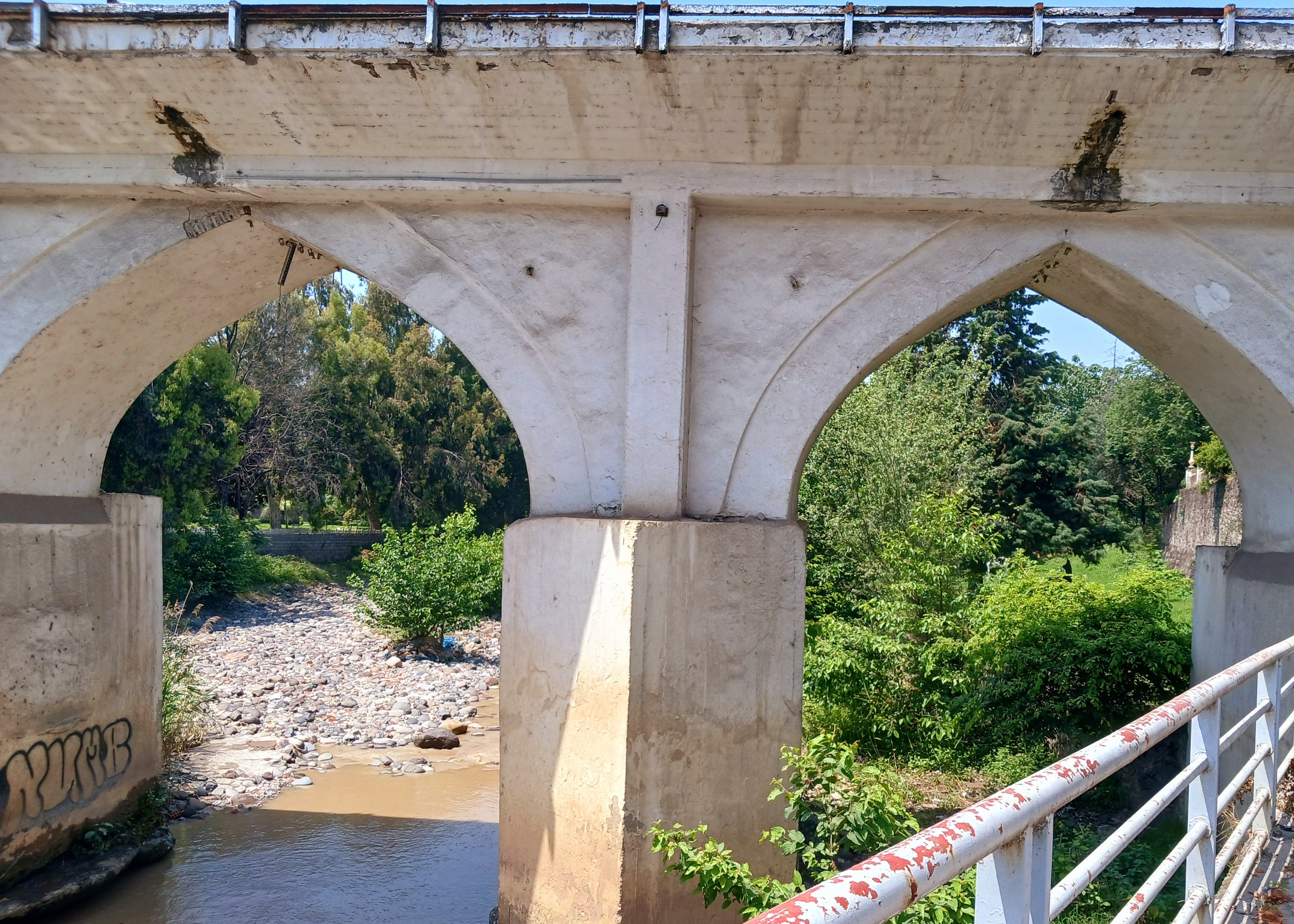
دو چشمه از پل

## مرمت
این پل بر اثر عوامل طبیعی از جمله زلزله یا طغیان رود هراز چندین بار آسیب دید و بعد از آن بازسازی شد. نخستین مرمت که به تکمیل شدن پل انجامید در دوره شاه عباس صفوی انجام شد. همچنین در دوره قاجار با کمک میرزا شفیع مازندرانی و با نظارت و اجرای امیرنظام گروسی وزیر فوائد عامه طور اساسى بازسازی شد. در دوره پهلوی نیز با دستور مجید آهی و کمک وزارت راه و ترابری تعمیراتی بر روی پایه‌ها و بدنه پل صورت گرفت.

## نگارخانه

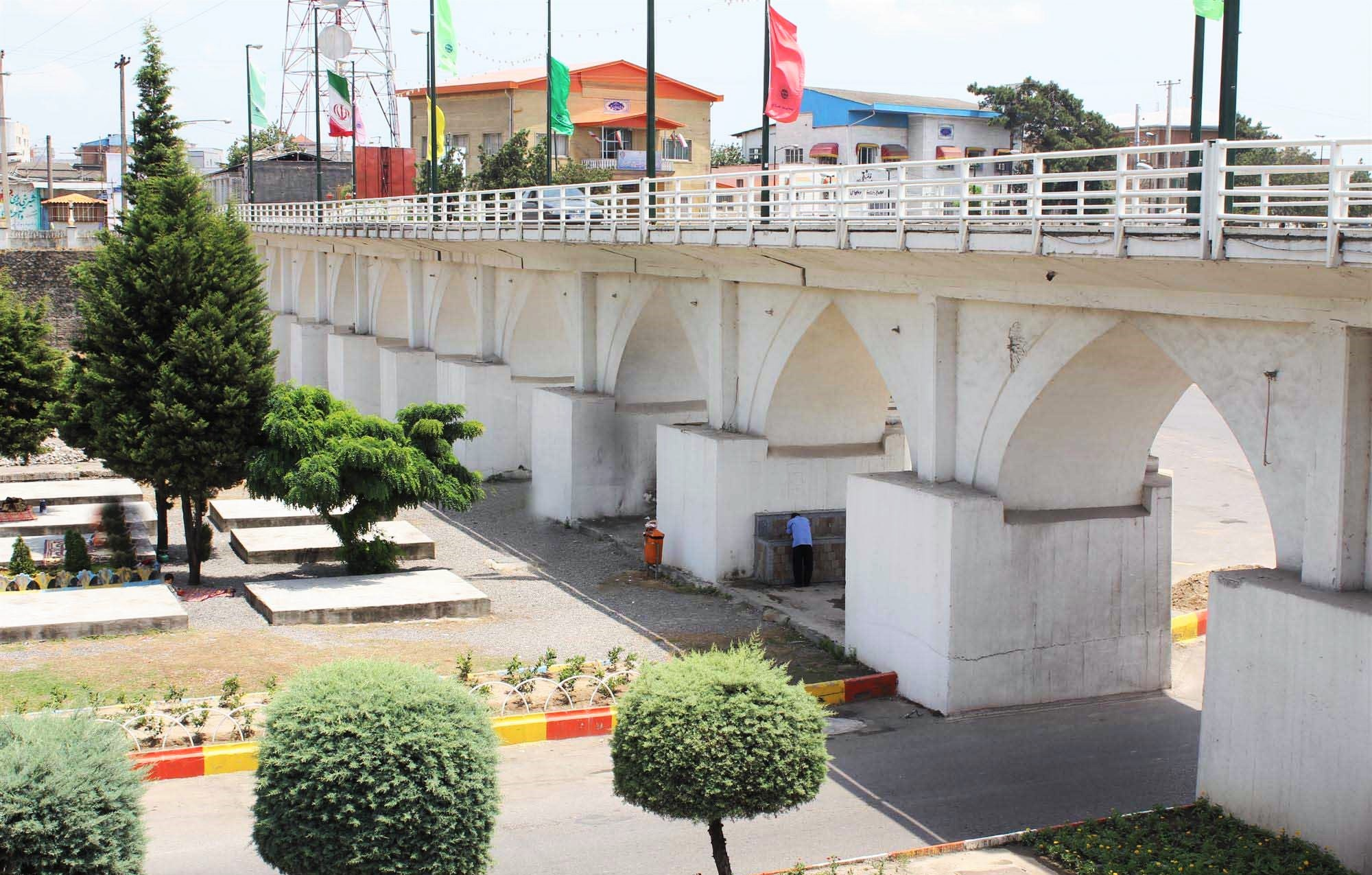
در نمایی دیگر در روز
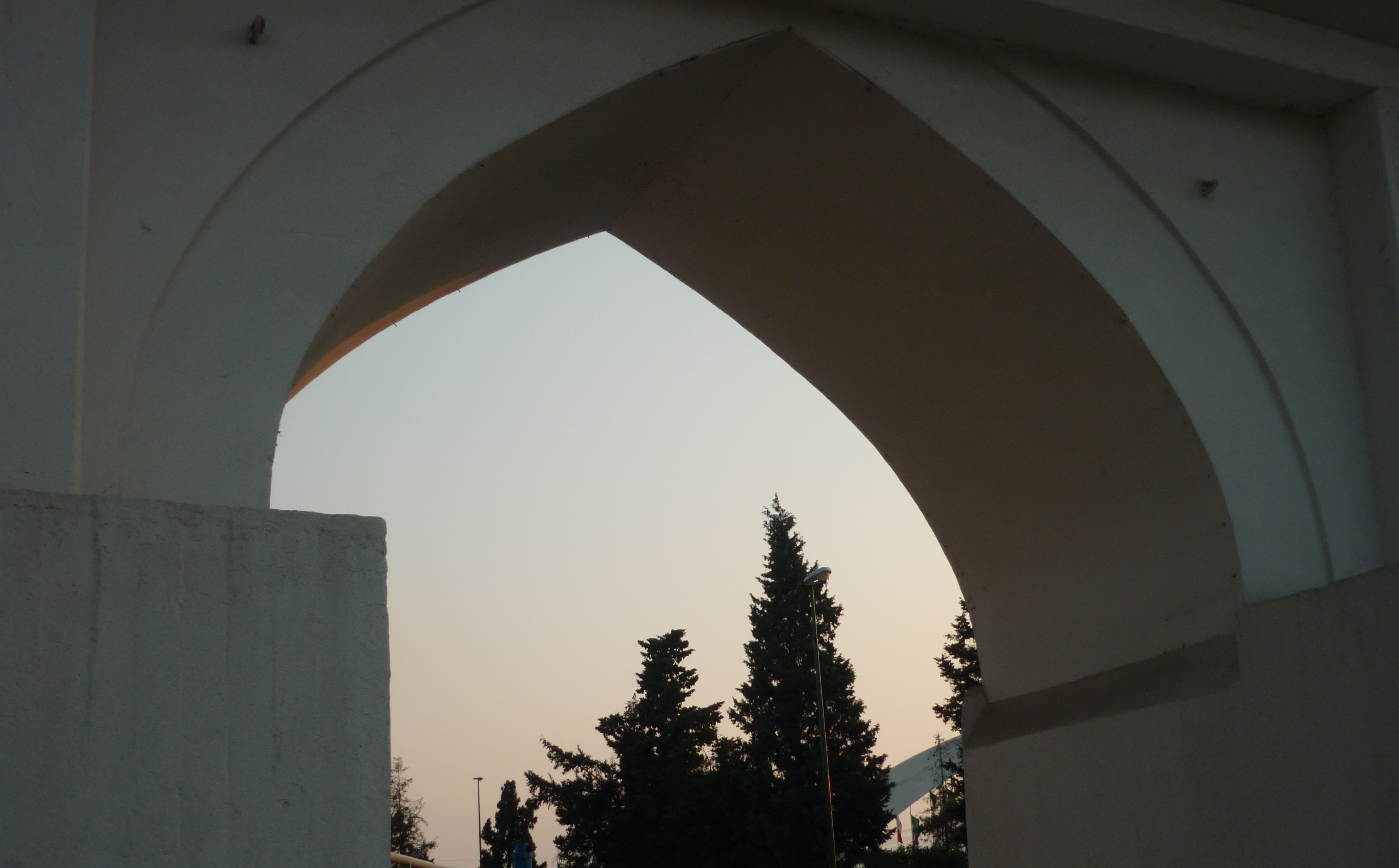
یکی از طاق‌های پل دوازده چشمه
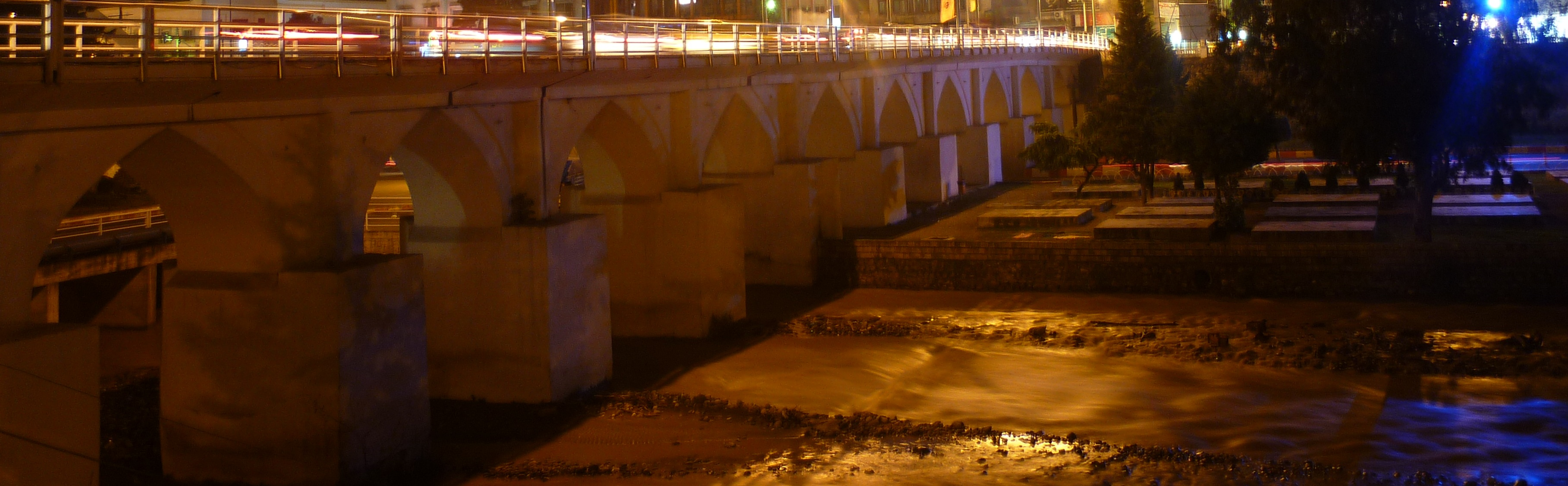
در شب
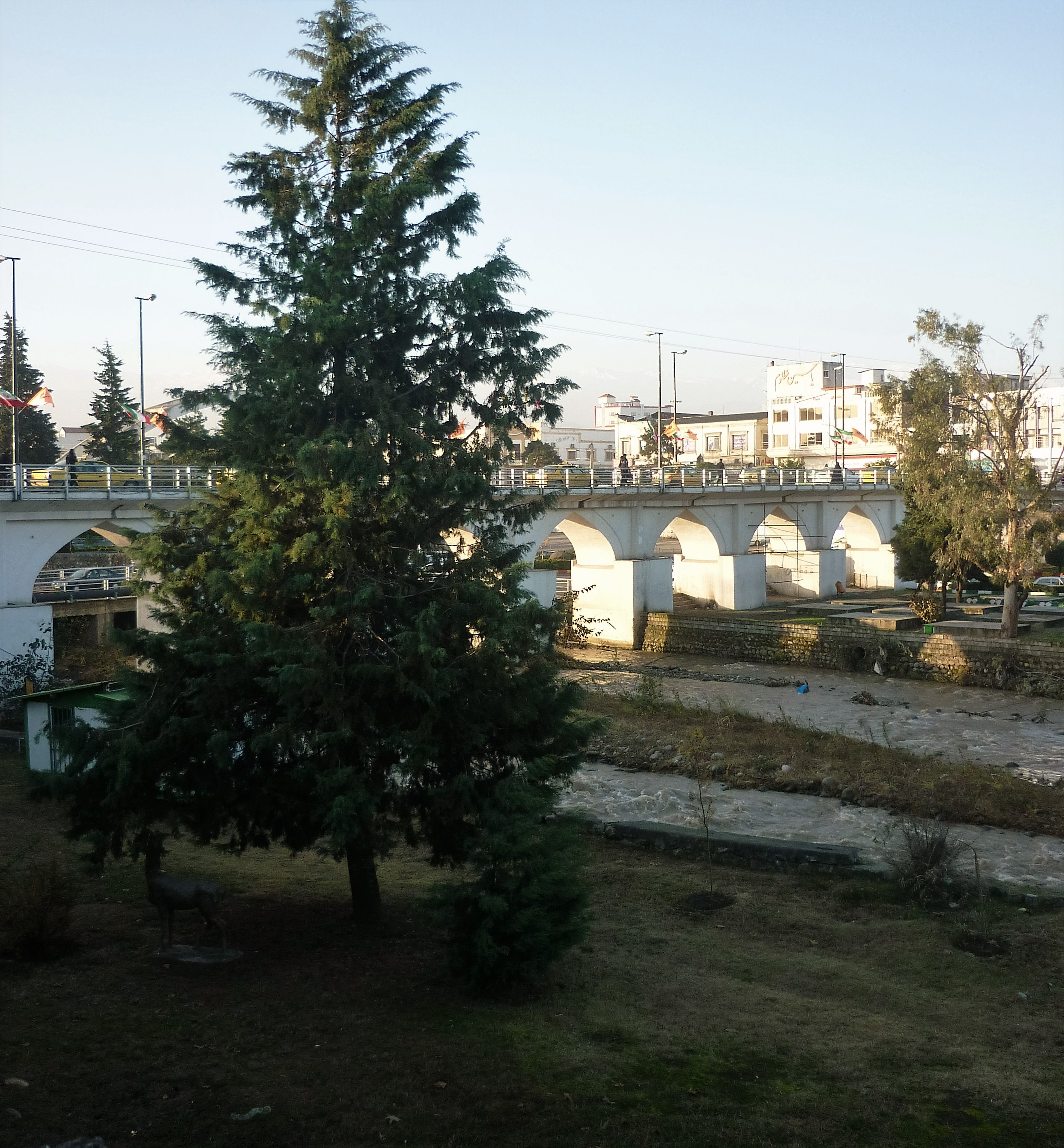
نمایی از پل
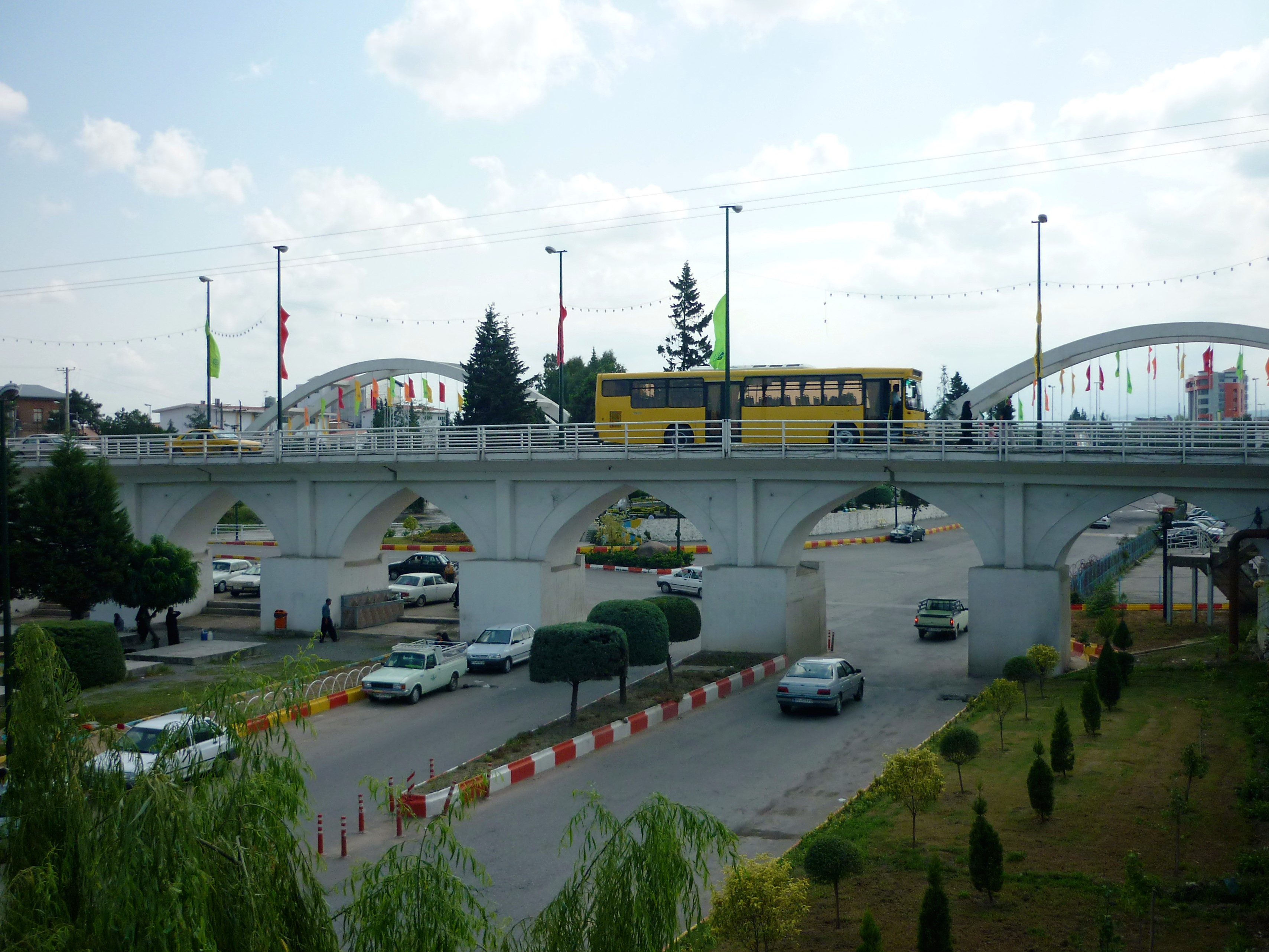
نمایی از پل دوازده چشمه و پل معلق در یک قاب